# اسحاق بن علی الرهاوی
اسحاق بن علی الرهاوی (عربی: إسحاق بن علي الرهاوي) یک پزشک مسلمان سده ۹ میلادی بود. او یک دکتر معروف بود که کلمات گالن را می‌دانست و کار خوبی در صنعت پزشکی داشت.
ابن ابی اصیبعه در کتاب خودش با عنوان طبقات (لایه‌ها) گفته است: اسحاق یک طبیب و پزشک برجسته دانشمندی بود که در طب جالینوسی استاد و سرآمد بود، او کارهای زیادی در برپایی و رواج علم طب انجام داد.

## آثار
- کتاب «ادب وفرهنگ پزشک» به انگلیسی ترجمه شده است (چاپ و بررسی از مریزن سعید مریزن عسیری – چاپ اول ۱۴۴۲ هجری قمری برابر با ۱۹۹۲ میلادی – مرکز بررسی و پژوهشهای اسلامی الملک فیصل).